# Jae Millz

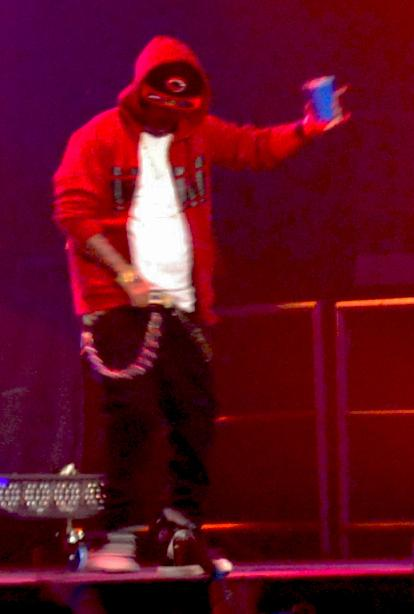
Jae Millz

Jae Millz (* 11. September 1983 in New York; eigentlich Jarvis Mills) ist ein US-amerikanischer Oststaaten-Rapper aus Harlem, New York.

## Leben und Wirken
Mills ist in Washington Heights, Manhattan geboren, wuchs aber später in Harlem auf. Schon im jungen Alter entschied Jarvis sich, rappen zu wollen. Seit dem Jahre 2000 ist sein offizieller Künstlername Jae Millz. Seitdem hört man ihn auf zahlreichen Mixtapes, unter anderem auch von DJ Kay Slay. Millz war der erste Rapper, der bei dem Label „Wanna Blow Entertainment“ unterschrieb. Momentan steht Millz bei den Labels Young Money Entertainment, Cash Money Records und PO10NT unter Vertrag.

## Diskografie

### Kompilationen
- 2009: We Are Young Money (mit Young Money Entertainment)
- 2013: Rich Gang (mit Rich Gang)
- 2014: Young Money: Rise of an Empire (mit Young Money Entertainment)

### Mixtapes
- 2005: The Statue
- 2006: Back 2 Tha Future Vol. 1
- 2007: The Time Is Now
- 2007: Zone Out Season
- 2009: Zone Out Season 2
- 2009: The Virgo: He Nasty
- 2010: The Flood Warning
- 2010: The Flood
- 2010: The Flood Continues
- 2010: The Virgo Part 2: He Still Nasty
- 2010: Dead Presidents
- 2010: The Flood Never Ended
- 2011: The Virgo Part 3: He Even Nastier
- 2011: Potent Music
- 2011: The Flood: Category 5
- 2011: Live From A Dispensary
- 2012: The Virgo Part 4: How Nasty Can He Get
- 2012: Property Of Potentness
- 2013: Dead Presidents 2
- 2013: Property Of Potentness 2
- 2013: R.O.T.S.
- 2014: 1990 Hosted By DJ Self
- 2014: Potent Music 2
- 2014: For the Win
- 2015: The Virgo Mixtape 5 (Nastier Than The Nastiest)
- 2015: No Chill
- 2015: All Praises Due